# 恵月人形本舗
恵月人形本舗（けいげつにんぎょうほんぽ）は兵庫県に所在する龍田産業株式会社が運営する、節句人形のインターネット通信販売サイトである。
主な取り扱い商材として、クリスマスツリー、雛人形、五月人形、こいのぼり、名前旗(名入れ旗)、知育玩具、観葉植物がある。 